# Voleibol de praia nos Jogos do Mediterrâneo de Praia de 2015
O Voleibol de praia nos Jogos do Mediterrâneo de Praia de 2015 foi a 1ª edição disputado no Stadio Del Mare Pescara em Pescara, Itália entre 1 e 5 de setembro de 2015

## Medalhistas
| Evento    | Ouro                                       | Prata                                  | Bronze                                 |
| Masculino | Turquia · Murat Giginoğlu · Volkan Göğtepe | Itália · Marco Caminati · Enrico Rossi | Croácia · Filip Silić · Ivan Zeljković |
| Feminino  | Sérvia · Milena Matić · Marija Milošević   | Itália · Laura Giombini · Giulia Toti  | França · Melinda Adelin · Zoé Cazalet  |

## Quadro de Medalhas
| Posição | País    |   |   |   | Total |
| ------- | ------- | - | - | - | ----- |
| 1       | Sérvia  | 1 | 0 | 0 | 1     |
| 1       | Turquia | 1 | 0 | 0 | 1     |
| 3       | Itália  | 0 | 2 | 0 | 2     |
| 4       | Croácia | 0 | 0 | 1 | 1     |
| 4       | França  | 0 | 0 | 1 | 1     |